# Sądów (Poméranie-Occidentale)
Pour les articles homonymes, voir Sądów.
Sądów est une localité polonaise de la gmina rurale de Dolice située dans le powiat de Stargard en voïvodie de Poméranie-Occidentale. Elle se trouve à environ 20 km au sud-est de Stargard et 49 km au sud-est de la capitale régionale Szczecin.

## Géographie

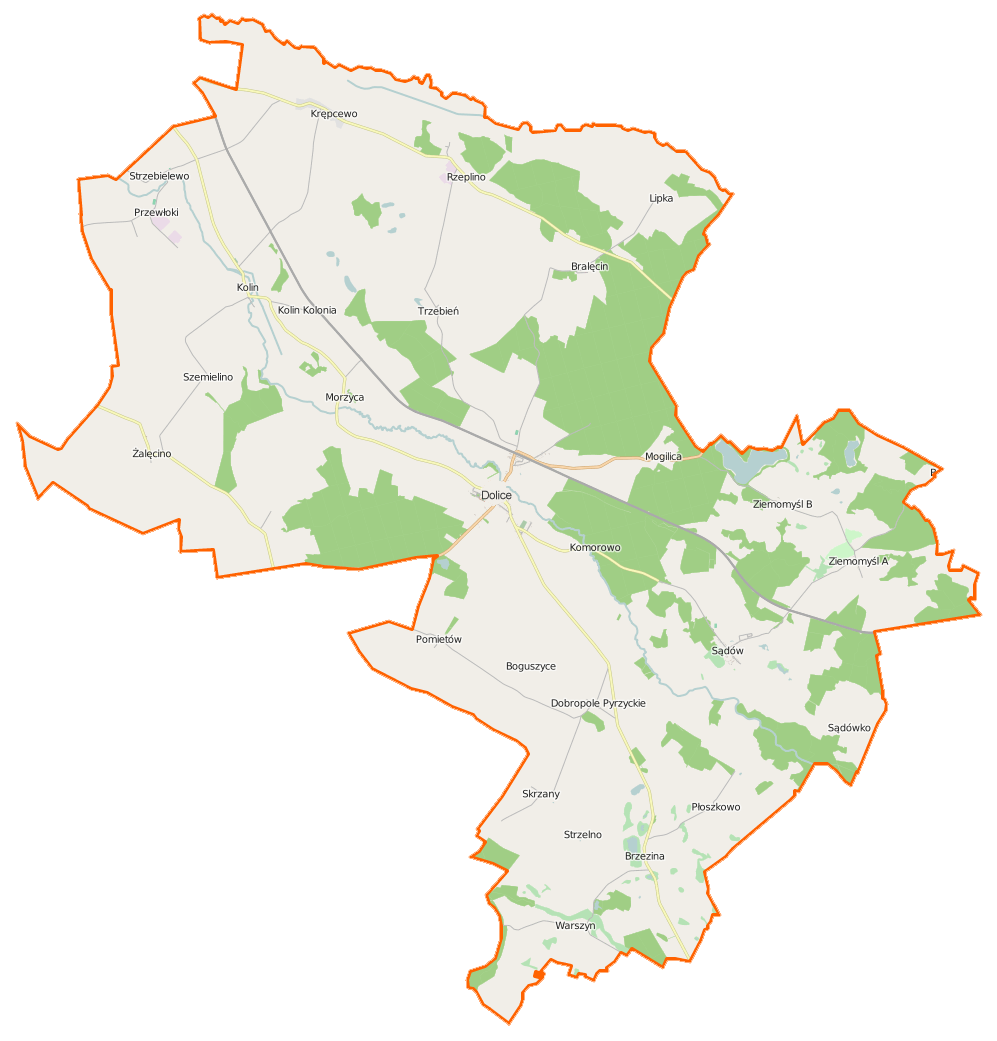
Carte de la gmina de Dolice.

## Histoire
De 1815 à 1945, Sandow fait partie de l'arrondissement de Pyritz dans le district de Stettin au sein de la province de Poméranie